# L’Espunyola
L’Espunyola (spanisch Espunyola) ist ein Ort und eine Gemeinde (municipio) mit 262 Einwohnern (Stand: 2024) in der Comarca Berguedà in der Provinz Barcelona in der Autonomen Region Katalonien. Neben dem Hauptort L’Espunyola besteht die Gemeinde aus den Ortschaften El Cint, L’Esglesiola, Mare de Déu del Bosc, Sants Metges und Els Torrents.

## Lage
L’Espunyola liegt etwa 75 Kilometer nordnordwestlich von Barcelona in einer Höhe von etwa 755 m in den südlichen Ausläufern der Pyrenäen in der Comarca Berguedà im Norden Kataloniens.

## Bevölkerungsentwicklung
| Jahr      | 1960 | 1970 | 1981 | 1991 | 2001 | 2011 | 2021 |
| Einwohner | 467  | 349  | 311  | 270  | 267  | 260  | 260  |

## Sehenswürdigkeiten
- Burgruine von Espunyola
- Margaritenkirche in Mercadal
- Clemenskirche in L'Espunyola

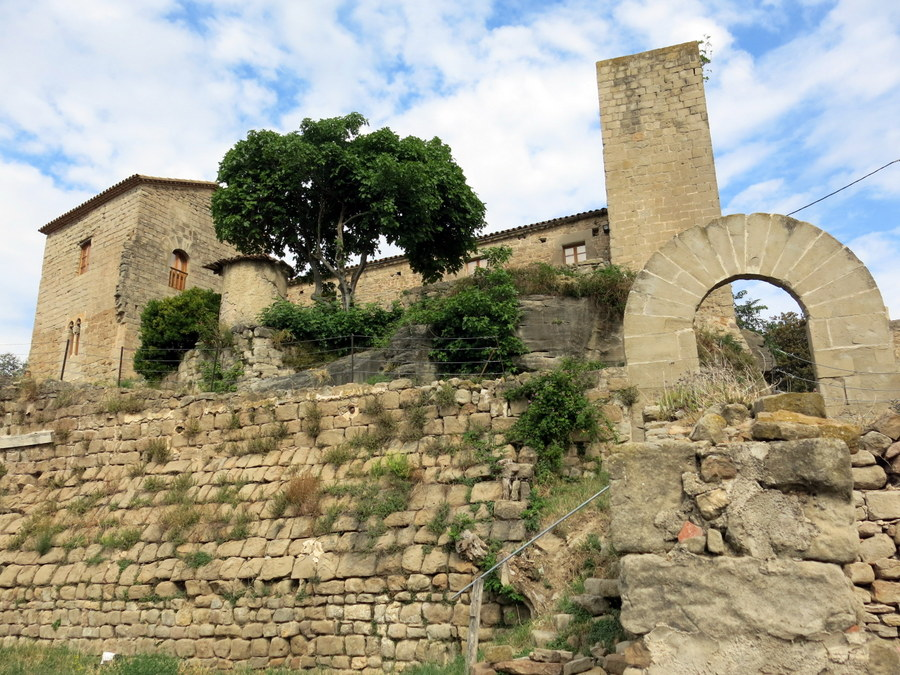
Burgreste von Espunyola
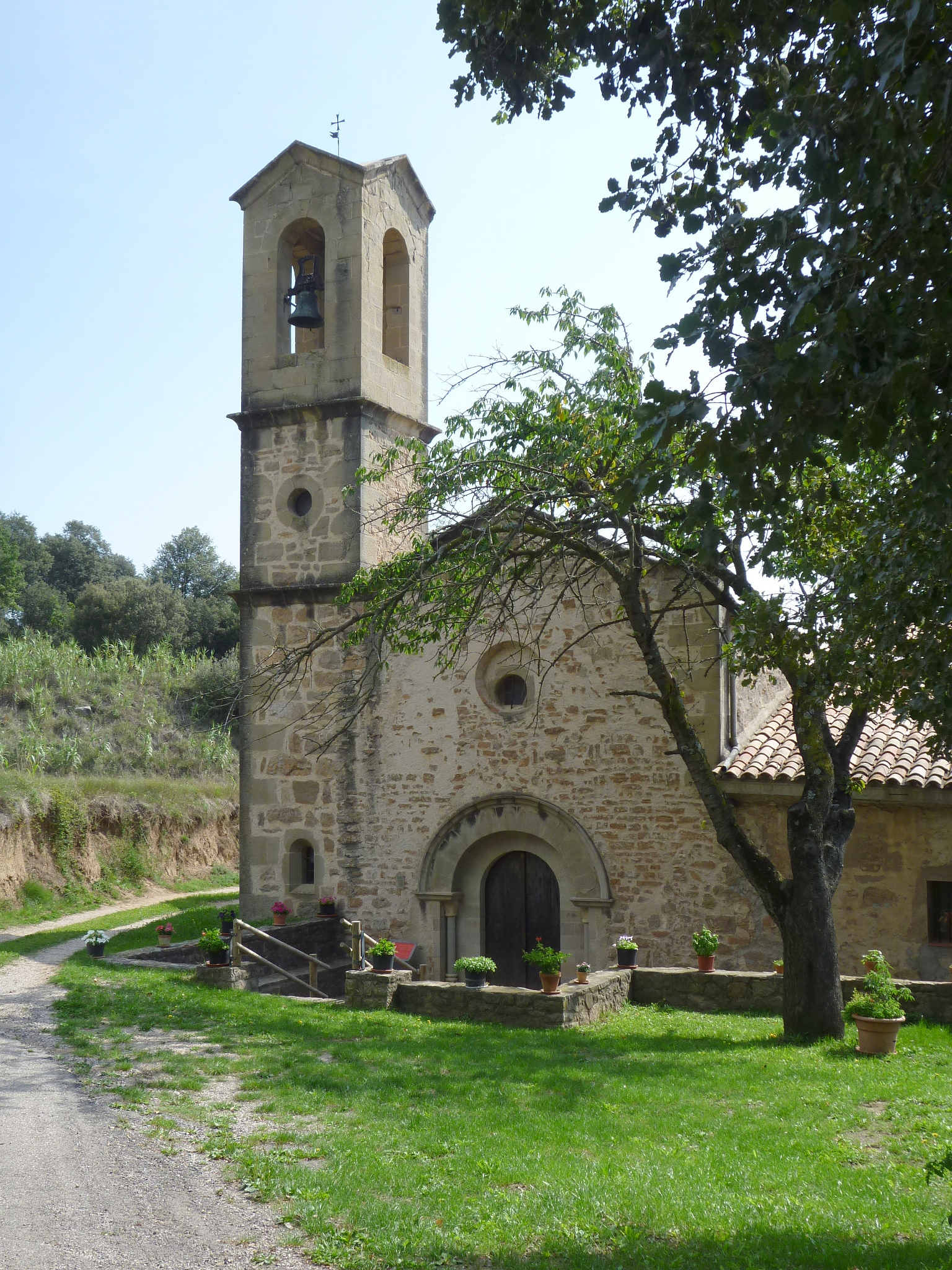
Clemenskirche